# Мунгул Диака, Бернардин
Бернардин Мунгул Диака (фр. Bernardin Mungul Diaka; 12 ноября 1933, Кирондо, провинция Бандунду — 3 июня 1999, Киншаса, Демократическая Республика Конго) — конголезско-заирский государственный деятель, дипломат и политик. Премьер-министр Республики Заир (1991).

## Биография
Начал свою карьеру в 1960 году директором в министерстве обороны при Патрисе Лумумбе. После прихода к власти Жозефа Касавубу сторонники Лумумбы бежали в Стэнливиль (ныне Кисангани), где создали параллельное правительство, конкурирующее с центральными органами власти. Это правительство возглавил Антуан Гизенга, который отправил Мунгула Дьяку своим представителем в КНР. После ареста Гизенги, в феврале 1962 года Мунгул Дьяка стал главой левой Партии африканской солидарности. Был членом правительства провинции Квилу. Занимал пост министра планирования, но потерял свою должность после вотума недоверия, в 1965 году был избран депутатом от Квилу.
Член Демократической ассамблеи за республику.
После государственного переворота в 1965 году новый президент Мобуту Сесе Секо назначил его постоянным представителем страны в Бельгии, в 1967 году — в Европейском экономическом сообществе. На протяжении многих лет Мунгула Дьяку занимал несколько важных должностей, включая министра иностранных дел, министра национальное образования, министра высшего образования, был членом исполнительного комитета Народного движения революции. Позже, снят с постов и заключён в тюрьму. В 1980 году отправился в изгнание в Бельгию, где оставался до 1985 года.
В 1991 году занимал кресло Премьер-министра Республики Заир.
С 1992 до 1996 года был губернатором Киншасы.